# Hrabstwo Passaic
Passaic – hrabstwo w stanie New Jersey w USA. Populacja liczy 489 049 mieszkańców (stan według spisu z 2000 roku).
Powierzchnia hrabstwa to 510 km². Gęstość zaludnienia wynosi 1,019 osób/km².

## Miasta
- Clifton
- Passaic
- Paterson
- Singac (CDP)